# Tito Marziali
Tito Marziali (Foligno, 1875 – Foligno, 1966) è stato un avvocato, politico e sindacalista italiano.

## Biografia
Nato in una famiglia benestante, seguì le orme del padre intraprendendo la professione di avvocato. Si dedicò tuttavia primariamente all'attività sindacale e a quella politica, divenendo uno dei principali esponenti del Partito Socialista Italiano. Nel 1914 rimase in carcere per cinque mesi a seguito degli scontri legati all'insurrezione della settimana rossa. Nel 1921 fu con Gennari, Regent, Tuntar, Casucci e Belloni tra i membri della direzione nazionale del partito che votarono a favore dell'ordine del giorno Terracini da cui sarebbe originata la mozione comunista al Congresso di Livorno. Marziali fu tra i fondatori del Partito Comunista d'Italia ed ebbe il compito di organizzarlo in Umbria. Un suo importante lavoro di ricerca sulla condizione operaia nella regione fu pubblicato postumo nel 1975.